# مستعر أعظم 1972E
SN 1972E هي مجرة تتبع كوكبة قنطورس. اكتشفها تشارلز كوال في 13 مايو 1972.

## روابط خارجية
- مستعر أعظم 1972E على موقع ويكي سكاي: DSS2, SDSS, GALEX, IRAS, Hydrogen α, X-Ray, Astrophoto, Sky Map, Articles and images